# Mercury (автомобильная марка)
Mercury — марка легковых и лёгких грузовых автомобилей, созданная в 1938 году в качестве самостоятельного подразделения Ford Motor Company для продажи автомобилей средней ценовой категории (Medium-Price Field), располагающихся между относительно доступными моделями Ford и роскошными Lincoln.
Производство автомобилей этой марки было прекращено в 2010 году (последний автомобиль выпущен в январе 2011 года). Было заявлено, что для компенсации под брендом Lincoln в ближайшие 4 года будет создано 7 новых, сравнительно бюджетных, моделей. Mercury, входивший в состав подразделения Lincoln-Mercury, не имел собственных отдельных дилерских представительств, продаваясь через совместную с маркой Lincoln сеть; теперь занимавшиеся продажей автомобилей этой марки фирмы станут дилерами либо Lincoln, либо Ford.
Изначально это подразделение выпускало автомобили полностью независимой разработки, но в недавней перспективе все модели Mercury были построены на общих платформах с моделями Ford.

## Некоторые модели
- Mercury Monterey (1952—1974)
- Mercury Park Lane (1959—1960)
- Mercury Comet (более дорогая и хорошо оформленная модификация Ford Falcon (США))
- Mercury Monterey (1952—1974)
- Mercury Monarch (1975—1980)
- Mercury Meteor (1961—1963)
- Mercury Cougar (1967—1997, 1999—2002)
- Mercury Mariner (2004—2010)

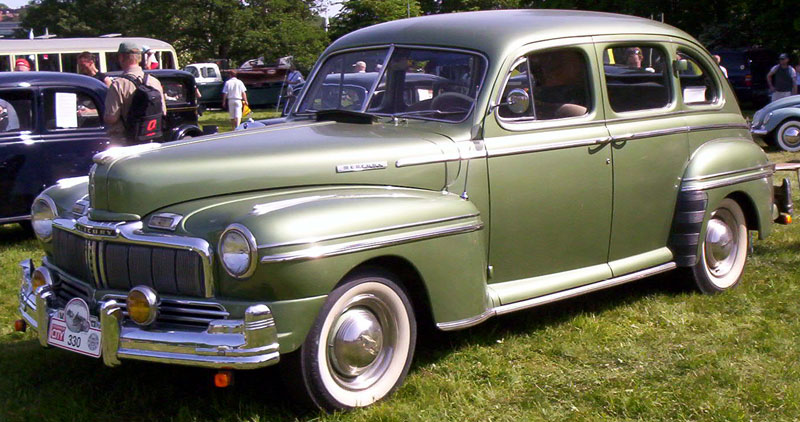
Mercury Town Sedan 1947 модельного года
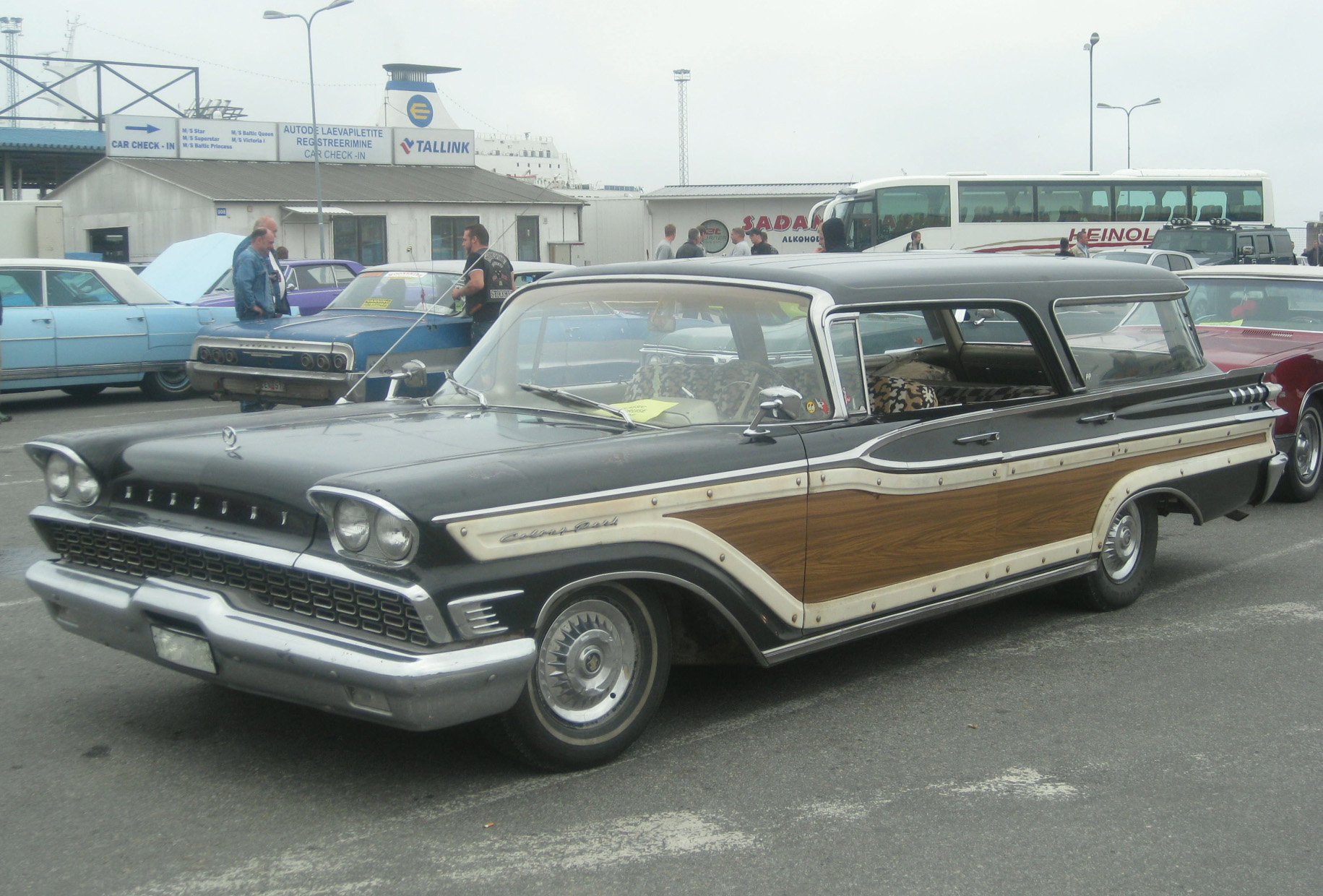
Mercury Colony Park 1959 модельного года
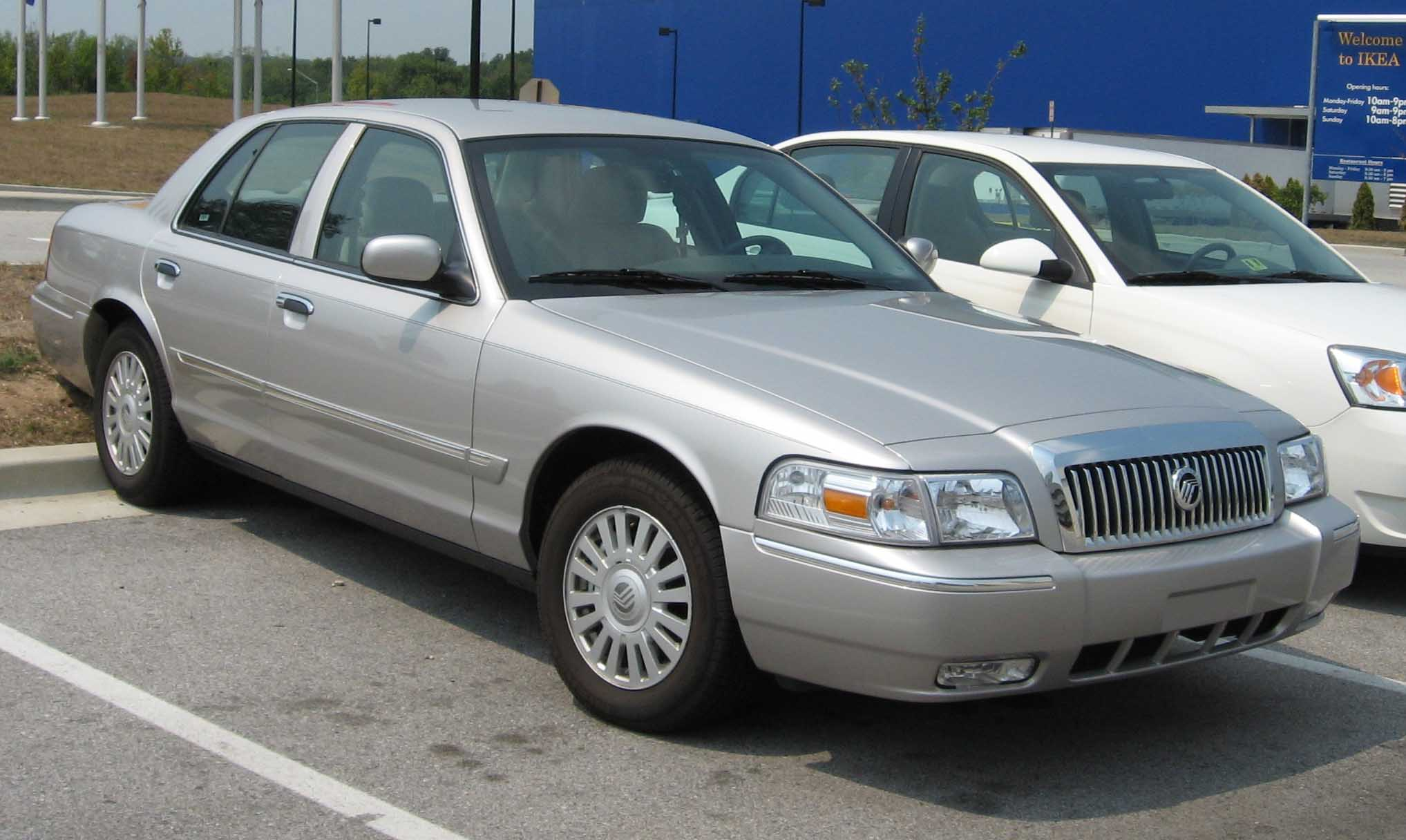
Mercury Grand Marquis
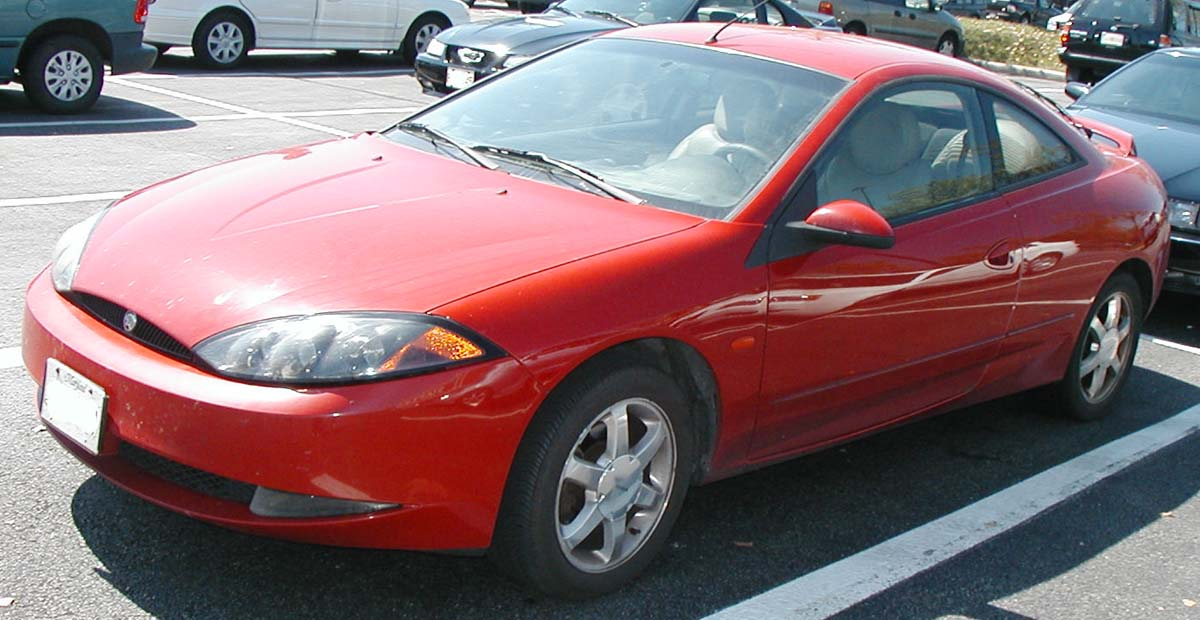
Mercury Cougar